# Flow Festival
Flow Festival (широко відомий просто як Flow) — фестиваль міської музики та мистецтв у Гельсінкі, Фінляндія. Музика, представлена на Flow Festival — це різноманітні виконавці від інді-року до соулу та джазу, та від фолку до сучасної клубної музики — як з фінської, так і з міжнародної сцени. Окрім музики, Flow Festival — це урбаністичні простори, візуальне мистецтво, кінопокази, виступи, дизайн, а також їжа та напої. Подія відбувається на недіючій електростанції Suvilahti та її промисловій околиці в безпосередній близькості до центру Гельсінкі.
На фестивалі виступають визнані музичні виконавці, але він також відомий тим, що надає сцену для нових виконавців і виконавців-початківців. Серед помітних артистів на фестивалі Flow протягом багатьох років були такі артисти, як Іггі Поп, Nick Cave and the Bad Seeds, Каньє Вест, Лілі Аллен, The Roots, The Black Keys, Beach House, Kraftwerk, Björk, M.I.A., Bon Iver, Аліша Кіз, Кендрік Ламар, Public Enemy, Cat Power, The National, Outkast, Action Bronson, Manic Street Preachers, Vampire Weekend, Iron & Wine, My Bloody Valentine та Lykke Li.
У 2018 році фестиваль зібрав 84 тисячі відвідувачів. У фестивалі взяли участь понад 140 виконавців.
Фестиваль Flow 2020 було скасовано через пандемію COVID-19. Наступний Flow Festival відбувся з 12 по 14 серпня 2022 року.

## Історія
Flow Festival був створений фінським музичним продюсером Туомасом Калліо та його друзями з гельсінського музичного колективу Nuspirit Helsinki. Метою організаторів було запропонувати щось нове фінській музичній та міській сцені. З 2004 року фестиваль Flow організовується щорічно в перші тижні серпня.
За свою понад 10-річну історію Flow Festival був організований у трьох різних місцях. Захід виріс із відносно невеликого соул- та джаз-фестивалю у значний північноєвропейський музичний та мистецький фестиваль із постійно зростаючим міжнародним інтересом.

### 2004
Перший фестиваль складався з двох вечорів у закритому клубі в нині зруйнованих складах віртуальної реальності в центрі Гельсінкі місткістю близько 2000 осіб.
Перший склад був зосереджений на джазі та соулі. Серед виконавців: Marlena Shaw, Ty, Nuspirit Helsinki, The Five Corners Quintet, Norman Jay, Jazzanova, Bugz in the Attic і Nicola Conte.

### 2005
На другому фестивалі Flow Festival 2005 у складі артистів були Omar Lye-Fook, Husky Rescue, Marva Whitney та Mark Murphy.

### 2006
Третій за порядком фестиваль, Flow Festival 2006, перемістився на північ із центру Гельсінкі до Кайкукату в Серняйнен. До складу виконавців входили José González, Gravenhurst, Candi Staton, TV-resistori та Aavikko.

### 2007
У 2007 році фестиваль змінив офіційну назву на нинішню форму Flow Festival. Подія також переїхала на своє нинішнє місце в промисловій зоні Сувілахті в Гельсінкі. До складу Flow Festival 2007 входили Nicole Willis і The Soul Investigators, Architecture in Helsinki, Op:l Bastards, Risto, Jori Hulkkonen, Pepe Deluxé, Террі Калльє і The Valkyrians.

### 2008
У складі виконавців 2008 року були Cut Copy, Kings of Convenience, Crystal Castles, 22-Pistepirkko, The Roots, Sébastien Tellier, Múm і Huoratron.

### 2009
Музичний склад складався (серед інших) з Lily Allen, Kraftwerk, Vampire Weekend, Grace Jones, White Lies, Yann Tiersen, Final Fantasy та Fever Ray.
За чотири дні Flow Festival вже зібрав близько 40 000 відвідувачів. У 2009 році фестиваль Flow отримав свою першу нагороду «Музичний і медіа-фестиваль року у Фінляндії».

### 2010
Склад 2010 року складався з таких виконавців, як The Chemical Brothers, LCD Soundsystem, Big Boi, Air, M.I.A., Robyn, The xx і Beach House.

### 2011
До складу виконавців входили Kanye West, Röyksopp, MF Doom, Empire of the Sun, Lykke Li, Iron & Wine і The Human League.
Flow Festival вдруге був обраний фінським фестивалем року.

### 2012
У 2012 році до складу виконавців входили Björk, Feist, Bon Iver, The Black Keys, Lykke Li та Yann Tiersen.
Flow Festival знову був обраний фінським фестивалем року за версією Music & Media Finland.

### 2013
У складі 10-го ювілейного фестивалю виступили такі виконавці, як Nick Cave & The Bad Seeds, Alicia Keys, Kendrick Lamar, Kraftwerk (другий виступ гурту на Flow Festival), Public Enemy, Cat Power, The Knife, My Bloody Valentine, Beach House (також друга поява гурту Flow) і Cody Chesnutt.

### 2014
Цьогорічний Flow Festival відбувся з 8 по 10 серпня 2014 року. OutKast, The National, Bonobo, Robyn з Röyksopp, Little Dragon, Janelle Monáe, Die Antwoord, Blood Orange і Slowdive.

### 2015
До складу виконавців входили Pet Shop Boys, Florence and the Machine, Major Lazer, Belle and Sebastian, Seinabo Sey, Foxygen, Beck, Róisín Murphy та CHIC за участю Nile Rodgers серед інших. Фестиваль проходив з 14 по 16 серпня 2015 року.

### 2016
У 2016 році фестиваль відбувся з 12 по 14 серпня, а його склад включав таких артистів, як Іггі Поп, Jamie xx, Chvrches, Sia, M83 і New Order.

### 2017
У 2017 році фестиваль проходив з 11 по 13 серпня, а в його складі були такі артисти, як Лана Дель Рей, London Grammar, Roy Ayers, Skott, The xx, Alma, Frank Ocean, Aphex Twin.

### 2018
Фестиваль Flow 2018 проходив з 10 по 12 серпня. Хедлайнерами фестивалю 2018 були Патті Сміт, Arctic Monkeys і Кендрік Ламар.

### 2019
Фестиваль Flow 2019 відбувся з 9 по 11 серпня 2019 року. До складу виконавців увійшли The Cure, Tame Impala, Robyn, Modeselektor і Mitski.

### 2020
Flow Festival 2020 скасовано через пандемію COVID-19.

### 2021
Flow Festival 2021 скасовано через пандемію COVID-19.